# Требунский сельсовет
Требунский сельсовет — сельское поселение в Данковском районе Липецкой области Российской Федерации.
Административный центр — село Требунки.

## История
Статус и границы сельского поселения установлены Законом Липецкой области от 23 сентября 2004 года № 126-ОЗ «Об установлении границ муниципальных образований Липецкой области».

## Население
| 2010 | 2012 | 2013 | 2014 | 2015 | 2016 | 2017 |
| ---- | ---- | ---- | ---- | ---- | ---- | ---- |
| 591  | ↘578 | ↘564 | ↘552 | ↘539 | ↗541 | ↘522 |
| 2018 | 2021 |      |      |      |      |      |
| ↗523 | ↗556 |      |      |      |      |      |

## Состав сельского поселения
| № | Населённый пункт | Тип населённого пункта       | Население |
| - | ---------------- | ---------------------------- | --------- |
| 1 | Требунки         | село, административный центр | ↘492      |
| 2 | Янушево          | посёлок                      | ↗99       |